# Bahnradsport-Weltmeisterschaften 1957
Die Bahnradsport-Weltmeisterschaften 1957 fanden vom 10. bis 15. August 1957 auf der Radrennbahn im „Stade Vélodrome de Rocourt“ bei Lüttich statt.
Für die Weltmeisterschaften war die Radrennbahn mit vier hohen Scheinwerfermasten ausgestattet worden. Das erwies sich als notwendig, da sich wegen Regens und zahlreicher Pannen im Ablauf sowie in den Rennen die Wettbewerbe bei nasskaltem Wetter bis spät in die Nacht hinzogen. Der Besuch der Rennen war mäßig, da sich das belgische Publikum mehr für die parallel stattfindenden Straßenradsport-Weltmeisterschaften interessierte; am Finaltag kamen jedoch rund 18 000 Zuschauer.
Die Kommissäre erwiesen sich oftmals als überfordert, so dass sich etwa der britische Sprint-Weltmeister von 1954, Cyril Peacock, nach einem umstrittenen Rennen freiwillig zurückzog. Auch die Entscheidung in der Einerverfolgung war umstritten: Zunächst wurde Franco Gandini zum Weltmeister erklärt und befand sich schon auf der Ehrenrunde; erst nach massiven Protesten von Publikum und Beobachtern wurde diese Entscheidung revidiert.
Bei der Weltmeisterschaft der Profi-Sprinter gelang zwei „altgedienten“ niederländischen Fahrern, Jan Derksen und Arie van Vliet, eine Überraschung, denn im Vorfeld waren Reg Harris und Antonio Maspes favorisiert worden. Derksen war zum Zeitpunkt seines Sieges 38, van Vliet 41 Jahre alt; van Vliet beendete anschließend seine Radsportlaufbahn. Bei den Stehern war der Tour-de-France-Sieger von 1951, Hugo Koblet, am Start, der jedoch wegen Sitzproblemen im Vorlauf aufgeben musste.

## Resultate der Profis
| Disziplin                | Platz | Land        | Athlet                          |
| ------------------------ | ----- | ----------- | ------------------------------- |
| Sprint                   | 1     | Niederlande | Jan Derksen                     |
|                          | 2     | Niederlande | Arie van Vliet                  |
|                          | 3     | Frankreich  | Roger Gaignard                  |
| Einerverfolgung (5000 m) | 1     | Frankreich  | Roger Rivière                   |
|                          | 2     | Frankreich  | Albert Bouvet                   |
|                          | 3     | Italien     | Guido Messina                   |
| Steherrennen (100 km)    | 1     | Belgien     | Paul Depaepe/Emile Vandenbosch  |
|                          | 2     | Schweiz     | Walter Bucher/Arthur Pasquier   |
|                          | 3     | Australien  | Graeme French/Georges Grolimund |

## Resultate der Amateure
| Disziplin                | Platz | Land        | Athlet               |
| ------------------------ | ----- | ----------- | -------------------- |
| Sprint                   | 1     | Frankreich  | Michel Rousseau      |
|                          | 2     | Italien     | Guglielmo Pesenti    |
|                          | 3     | Italien     | Valentino Gasparella |
| Einerverfolgung (4000 m) | 1     | Italien     | Carlo Simonigh       |
|                          | 2     | Italien     | Franco Gandini       |
|                          | 3     | Niederlande | Ab Geldermans        |